# Antonio Labrador Ruiz
Antonio Labrador Ruiz (Zufre, Huelva, 25 de abril de 1837 - Puerto de Santa María, Cádiz, 5 de agosto de 1915) sacerdote jesuita y misionero español. Pariente del escritor Aquilino Duque.

## Biografía
Predicador y padre Jesuita. Después de pasar algunos años en Valverde de Leganés con su hermano José, ingresó en la Compañía en 1857. En la dispersión de 1868 volvió a pasar unos años en Alburquerque con su hermano, a la sazón arcipreste de la iglesia de Santa María, y en 1871 es destinado a Palencia. En 1871 forma parte de la pequeña residencia de Palencia, en cuya diócesis comienza a misionar en 1877. Durante los ocho años siguientes, predicó en numerosos pueblos de Castilla.
Por iniciativa propia y mediando la recomendación del superior general de la orden, el 18 de agosto de 1885 marchó a México como parte de una campaña de misiones.  Llegando a México, fue nombrado superior de la iglesia de Orizaba.  Estando en aquella misma ciudad, fundó además el Hogar Santa Isabel para ancianos desamparados, así como una casa de ejercicios anexa a la residencia y a la iglesia, y la congregación de las hijas de María.
En abril de 1889, durante una misa en Minas de Luz, fue agredido por el Jefe político Carlos Beascoechea, lo que provocó un motín popular que se sald´ø con varios muertos. En carta al P. Ramírez, el jefe político Carlos Beascoechea justificaba el arresto por infracción del artículo II de la ley orgánica de la reforma constitucional del 14 de diciembre de 1874 y lo consignaba a la cárcel de Granaditas, donde fue en compañía del P. Estanislao Mauleón y Vicente Luis Maucí. Como resultado, Antonio Labrador estuvo preso en Granaditas desde el 25 de mayo de 1889 al 28 de marzo de 1890.
Habiendo regresado a España al comienzo de la revolución en 1910, pasó algún tiempo en las residencias de San Jerónimo en Murcia y el Puerto de Santa María.
Antonio Labrador falleció en el Puerto de Santa María el 5 de agosto de 1915.

## Obras
- Antonio LABRADOR, Protesta del P. Antonio Labrador y Ruiz, La voz de México, 20 de septiembre de 1889, p. 2.
- ---. (ed.) Juan Eusebio de Nieremberg, Vida de San Ignacio de Loyola patriarca y fundador, Guanajuato, López Vaal, 1889.
- ---. Ecos de un Cautivo en GranaditasValladolid, Vda. de Cuesta, 1890.
- ---. La Virgen Purísima Nuestra Señora de Guadalupe y la nación mexicana, Ensiedeln (Suiza), Benziger & Co., 1892.
- ---. Las cosas pequeñas en el ejercicio de la virtud perfecta, Ensiedeln (Suiza),  Benziger & Co., 1892.
- ---. Espada espiritual ó la devoción del Santísimo Rosario, Ensiedeln (Suiza), Benziger & Co., 1892.
- ---. Vida de San Juan de Dios y devoción para el día 8 de cada mes, México,  Imprenta del Sagrado Corazón, 1897.
- ---. Novena a la Virgen purísima de Guadalupe, México, Herros Editores, 1897.
- ---. Devoción en honor de San Antonio de Padua, Puebla, Tipografía y Litrografía Salesianas, 1899.
- ---. Resumen de la historia de la Residencia del Puerto, inédito, Archivo Provincia de Toledo c-a-5 (E-2).
- ---. Ecce Sacerdos Magnos. Dedicado al Padre Antonio Labrador, Jaén, Tipografía La Unión, 1915.(Archivo Esp. Jes. leg. 1471)

## Atribuciones
Se le han atribuido varios milagros, entre ellos el de una curación milagrosa al besar una estampa de él y una bilocación ocurrida durante su prisión en Granaditas, además de varias profecías
Se le atribuye asimismo la profesión de San Antonio Repiso.

## Estudios
Adriano Duque, "Leyes de Reforma y espiritualidad ignaciana en la obra del P. Antonio Labrador (1837-1915)", Anuario de historia de la iglesia 19 (2019).  DOI: 10.15581/007.29.004.